# Victor Escousse
Victor Escousse (egentligen Victor Laserre), född 1813 i Paris, död 24 februari 1832, var en fransk dramatiker. 
Han vann stor framgång 1831 med Farruck le Maure som var ett drama på vers. Året efter ratades helt skådespelet Raymond som Escousse skrivit tillsammans med vännen Auguste Lebras; detta resulterade i att han och Lebras begick självmord.